# Экранно-вакуумная изоляция

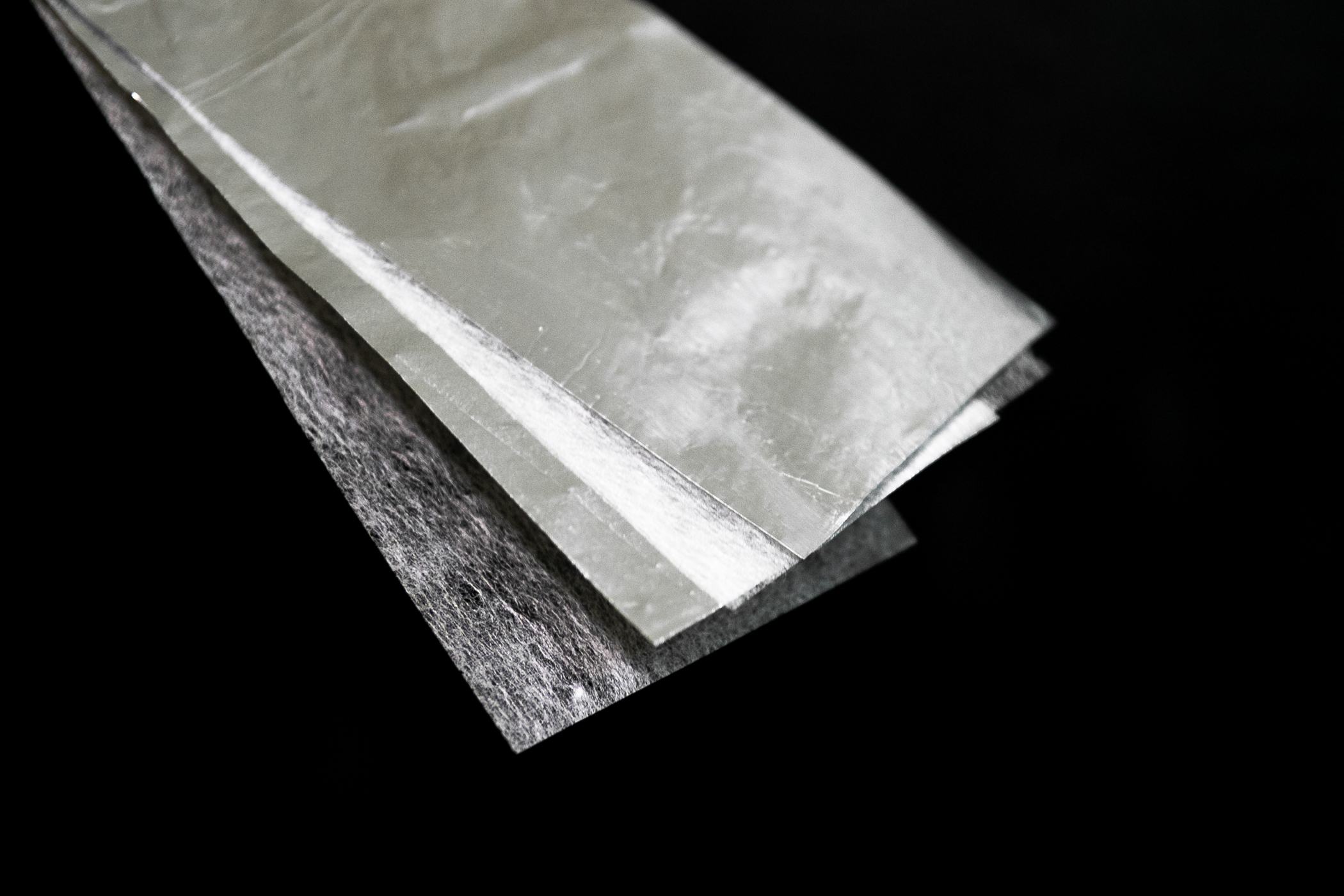
Фрагмент экранно-вакуумной изоляции (ЭВИ), серебристые экранирующие слои разделены белыми прокладочными слоями

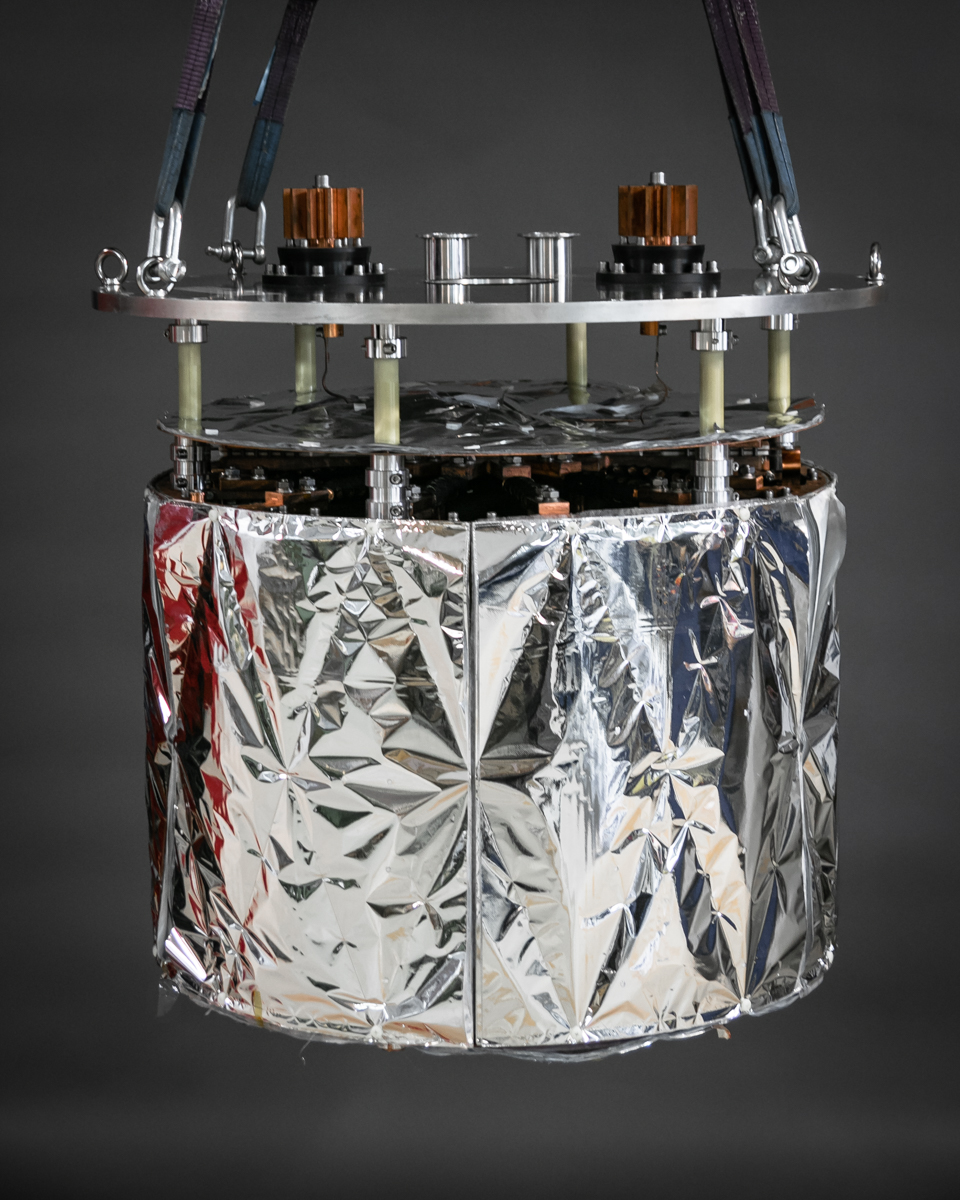
Сверхпроводниковый ограничитель тока короткого замыкания, изолированный ЭВИ

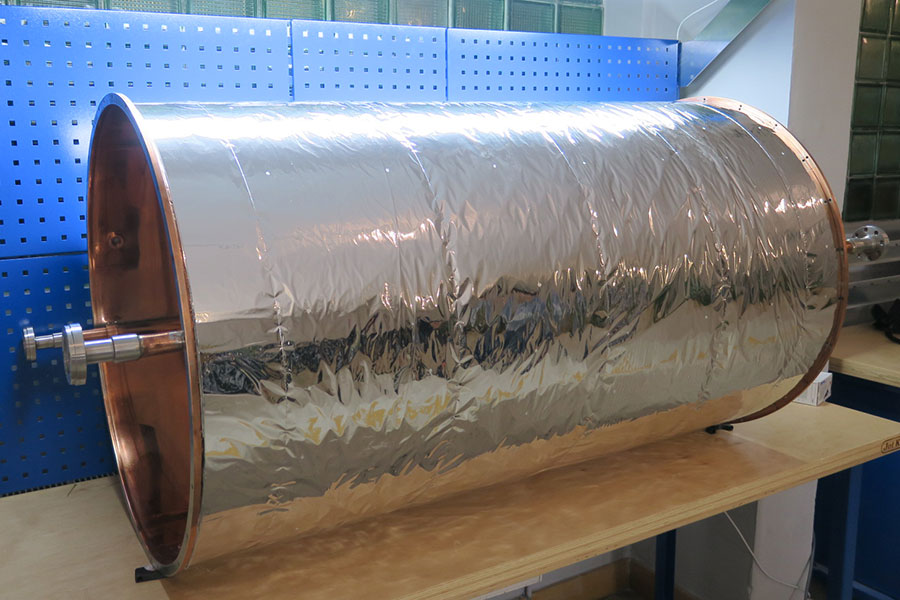
Радиационный экран, покрытый изоляцией ЭВИ с целью повышения эффективности изоляции системы

Экранно-вакуумная изоляция (ЭВИ), экранно-вакуумная теплоизоляция (ЭВТИ) (англ. multi-layer insulation) – тип теплоизоляции, предназначенной для ограничения притоков тепла от излучения.
Состоит из множества параллельных отражающих экранов с низкой излучательной способностью и отделяющих их друг от друга прокладок.
ЭВИ является наиболее эффективным типом изоляции, применяемым в резервуарах для сжиженных газов, криогенных трубопроводах, криостатах и других установках, использующих очень низкие температуры.

## Характеристики
- Наилучшие из доступных изоляционные свойства. Теплопроводность в лабораторных условиях на уровне 0,03 мВт/м·К[3],
- Малая масса изоляции - около 1,2 кг/м2 для 40-слойного мата,
- Компактность изоляции - толщина 40-слойного изоляционного мата составляет около 20 мм[4],
- Низкий коэффициент дегазации в вакууме[5].

## Применение
Изоляция ЭВИ используется там, где существует большая разница температур между изолируемой системой и окружающей средой, и необходимо ограничивать приток тепла от излучения.
Эта изоляция находит все большее применение не только благодаря лучшей изоляционной способности, но и из-за низкой массы и объема, что приводит к уменьшению веса и размеров всей конструкции. К областям применения ЭВИ относятся, в основном:
- Криогеника - низкотемпературные криогенные системы особенно чувствительны к притоку тепла из-за очень высоких разности температур между системой и окружающей средой и высокой стоимости производства охлаждающей мощности при таких низких температурах. Применение ЭВИ вместе с вакуумной изоляцией является наиболее эффективным методом криогенной изоляции, также называемой суперизоляцией. ЭВИ является наиболее эффективным методом изоляции для:
  - резервуаров для сжиженных газов (СПГ, жидкий азот, жидкий гелий, жидкий кислород и т.д.)
  - криостатов
  - криогенных трубопроводов
  - криокамер
  - сверхпроводниковых устройств
- Космическая промышленность - в космическом вакууме излучение является единственным механизмом передачи тепла. По этой причине ЭВИ обычно используется для изоляции космических спутников, чтобы ограничить тепло, переносимое космическим излучением.

## Структура
Изоляция ЭВИ состоит из нескольких десятков чередующихся слоев отражающих экранов и прокладок.
Отражающий экран изготовлен из синтетического материала толщиной 0,006 - 0,012 мм; (чаще всего полиэтиленовая плёнка) покрытого слоем низкоэмиссионного металла. Наиболее часто используемый металл - это алюминий, реже медь, золото или серебро.
Толщина металлического покрытия не более 0,1 мкм.
Прокладки, разделяющие экраны, изготавливаются из волокнистых материалов с низкой теплопроводностью для минимизации тепловых потоков в зоне теплопроводимости.
ЭВИ доступна в виде рулонов, которые намотаны из многослойных изолирующих полос определенной ширины или в виде имеющих готовую к монтажу геометрию изоляционных матов. Изоляция в виде рулона используется главным образом для обмотки боковой поверхности больших резервуаров для сжиженного газа или трубопроводов с большими диаметрами. Маты используются в резервуарах, небольших трубопроводах и в лабораторных установках, таких как, например, криостаты.